# Џувел Ахмед
Џувел Ахмед (бенг. জুয়েল আহম্মেদ, романизовано Juwel Ahmmed; 13. април 1996) бангладешки је пливач чија ужа специјалност су трке леђним стилом. 

## Спортска каријера
Прво велико такмичење на коме је учествовао је било светско првенству у Будимпешти 2017, где је наступио у квалификационим тркама на 50 леђно (46) и 100 леђно (45. место).
Био је део репрезентације Бангладеша и на светском првенству у корејском Квангџуу 2019, пливао је у квалификационим тркама на 50 леђно и 100 леђно, а обе трке је завршио на укупно 62. месту. 